# A proposito di me
A proposito di me è il primo album in studio del cantautore italiano Alessio Colombini, pubblicato nel 1980 dalla CBS.

## Tracce
Lato A
1. A proposito d'amore – 4:03
2. L'upupa – 3:58
3. Dite che non sono in casa – 4:25
4. Mariposa non è un fiore – 4:00
5. Riandando per vecchi sentieri – 2:13

Lato B
1. Lombardia – 3:51
2. Poi ti direi di si – 3:30
3. Stravagante... E via dicendo – 3:32
4. E qualcosa resterà – 4:23
5. Il re ciarlatano – 4:02

## Formazione
- Alessio Colombini – voce
- Massimo Luca – chitarra
- Aldo Banfi – tastiera
- Dino D'Autorio – basso
- Flaviano Cuffari – batteria
- Fratelli Balestra – cori